# Moucherolle à bavette blanche
Contopus albogularis
Ne doit pas être confondu avec Moucherolle à ventre blanc, Moucherolle à gorge blanche ou Moucherolle à tête blanche.
Espèce
Synonymes
- Myiochanes albogularis

Statut de conservation UICN

 LC  : Préoccupation mineure
Le Moucherolle à bavette blanche (Contopus albogularis), appelé également Pioui à gorge blanche, est une espèce de passereau placée dans la famille des Tyrannidae.

## Systématique
Il a été décrit en 1962 par Jacques Berlioz sous le nom scientifique de Myiochanes albogularis.

## Répartition
Cet oiseau vit du Suriname à la Guyane française et dans l'extrême nord-est du Brésil (État d'Amapá).